# حاجی ببیر
حاجی‌ببیر (به ترکی آذربایجانی: Hacıbəbir) یک منطقه مسکونی در جمهوری آذربایجان است که در شهرستان صابرآباد واقع شده‌است. حاجی ببیر ۳۷۹ نفر جمعیت دارد.